# LogFS
Linux日志結構快閃記憶體檔案系統(Linux log-structured Flash file System, LogFS) 是在Linux上，使用日志結構（log-structured），並可擴展的快閃記憶體檔案系統之一，打算用於大容量快閃記憶體儲存裝置上，日志結構可以針對 MTD (Memory Technology Device) 作耗損平衡 (wear leveling)。
LogFS目前正與UBIFS相互競爭，作為JFFS2的後繼檔案系統之一。這個檔案系統主要是由Jörn Engel，部分是由Linux消費電子論壇（CE Linux Forum）所撰寫。
截至2008年11月，LogFS的測試套件終於能夠通過所有的測試案例──這表示LogFS趨於成熟。但是由於還有大量的開發工作正在進行，目前在業界還沒有任何已知的系統安裝LogFS。Linux 2.6.34 正式使用 LogFS。

## 外部連結
- LogFS維基